# Atraphaxis avenia
Atraphaxis avenia är en slideväxtart som beskrevs av Viktor Petrovitj Botjantsev. Atraphaxis avenia ingår i släktet Atraphaxis och familjen slideväxter. Inga underarter finns listade i Catalogue of Life.